# Nacho Vigalondo
Ignacio Vigalondo Palacios (Cabezón de la Sal, 6 de abril de 1977), más conocido como Nacho Vigalondo, es un director de cine, actor y presentador de televisión español.

## Biografía

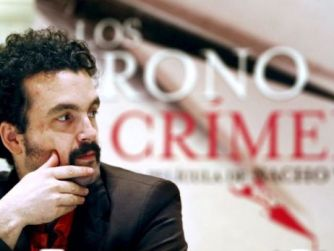
Vigalondo en 2007.

Estudió en la Universidad del País Vasco, pero no terminó la carrera de Comunicación Audiovisual. Guionista de cortos como Pornografía o Tomar algo por ahí y eso, que compaginaba con pequeños papeles en anuncios y diversos programas televisivos, su corto 7:35 de la mañana fue nominado a los Óscar 2004 en la categoría de mejor cortometraje. Vigalondo participa en la obra como director, protagonista, guionista y compositor de la música. Junto a él actúan Marta Belenguer o Alejandro Tejería, de quien es amigo desde la infancia.
Ha dirigido otros cortos, como Choque, la trilogía Código 7, Domingo o Una lección de cine; y el 28 de junio de 2008 estrenó su primer largometraje, Los Cronocrímenes, en el que actúa junto a Karra Elejalde, Bárbara Goenaga, Juan Inciarte y Candela Fernández. El filme fue presentado en el Festival de Sitges de 2007.
Además Vigalondo ha sido guionista de programas de televisión como Gran Hermano (en su segunda edición en España), Vaya semanita (durante un corto periodo de tiempo) o Agitación +IVA.
En 2008 y 2009 dirigió varios sketches para el programa de televisión Muchachada Nui, como: Regreso al futuro IV y El hombre elefante 2.
Además de su carrera en el cine, también es coautor junto a Tejería de la canción humorística Me huele el pito a canela; y ha actuado como gogó y animador, bajo el sobrenombre de Alacrán, en los conciertos de Joe Crepúsculo.
Tiene pendiente el guion del largometraje Noches transarmónicas, película de corte experimental que dirigirá César Velasco Broca. Asimismo, en 2009 se anunció la película Gangland, guionizada por Pat Healy sobre una idea del propio Vigalondo.
En julio de 2010 comenzó a rodar Extraterrestre, junto a Michelle Jenner, Julián Villagrán, Carlos Areces y Raúl Cimas, película que se estrenó en España el 23 de marzo de 2012.
En 2013 dirigió el primer videoclip del LP Impronta, de Lori Meyers, que cuenta en el reparto con Ignatius Farray, Bárbara Goenaga, Carlos Vermut y la propia banda. Ese mismo año comenzó el rodaje de su tercer largometraje, Open Windows, que se estrenó en 2014. Esta película fue su debut rodando en inglés y tenía como protagonistas a Elijah Wood y Sasha Grey. Sobre la actriz, Vigalondo dijo que "No pensé en Sasha Grey en un primer momento, no cometí la locura de escribir un guion pensando en ella. Llegó después y se ajustó como un guante".
En 2016 rodó su cuarto largometraje, Colossal, con Anne Hathaway como protagonista principal.
En 2018 rodó el episodio "Pooka!" de la serie estadounidense Into the Dark.
En 2019 dirigió junto con Borja Cobeaga la teleserie de humor Justo antes de Cristo para Movistar+.
En octubre de 2020 comienza a presentar el late night Los felices 20 de OrangeTV.
En 2022 dirige varios episodios de la serie estadounidense Nuestra bandera significa muerte, producida por Taika Waititi.
En febrero de 2024 anuncia el estreno, en la plataforma Netflix, de la serie Superestar, producida por "Los Javis".
En octubre de 2024 tuvo la première de su largometraje Daniela Forever en el Festival de Cine de Sitges, estrenándose en los cines en febrero de 2025. La película está protagonizada por Henry Golding y Beatrice Grannò.

### Controversias
Colaboraba con un blog para El País y fue protagonista de un anuncio de publicidad de este periódico. Se vio envuelto en una fuerte polémica tras publicar en Twitter bromas sobre el Holocausto, a raíz de lo cual, el 3 de febrero de 2011, se vio obligado a suspender su blog. El diario El País canceló la campaña de publicidad protagonizada por el director por considerar las bromas de este "inaceptables e incompatibles con su línea editorial".
En 2015, tras anunciar su proyecto de película Colossal (protagonizado por Anne Hathaway), película que él definió como "la película más barata de Godzilla de la historia” y haber dicho de ella en Cannes que era un cruce entre Cómo ser John Malkovich y la propia Godzilla, fue denunciado por la productora japonesa Toho, dueña de los derechos del famoso monstruo, ante la Corte de California por producir, publicitar y vender “de manera descarada” una versión no autorizada de Godzilla.

## Filmografía

### Como director
| Películas y cortometrajes | Películas y cortometrajes                     | Películas y cortometrajes              | Películas y cortometrajes    | Películas y cortometrajes |
| Año                       | Título                                        | Formato                                | Grabación                    |                           |
| ------------------------- | --------------------------------------------- | -------------------------------------- | ---------------------------- | ------------------------- |
| 1999                      | Una lección de cine                           | Cortometraje                           | Vídeo                        |                           |
| 2002                      | Código 7                                      | Trilogía de cortometrajes              | Vídeo                        |                           |
| 2003                      | 7:35 de la mañana                             | Cortometraje                           | 35 mm                        |                           |
| 2005                      | Choque                                        | Cortometraje                           | 35 mm                        |                           |
| 2005                      | Domingo                                       | Cortometraje                           | HDV                          |                           |
| 2007                      | Cháchara                                      | Cortometraje                           | Vídeo                        |                           |
| 2007                      | Cambiar el mundo                              | Cortometraje                           | Móvil NokiaN95               |                           |
| 2007                      | Los cronocrímenes                             | Largometraje                           | S16mm                        |                           |
| 2009                      | Quiero dormir                                 | Cortometraje / Publicidad              | RedOne                       |                           |
| 2009                      | Marisa                                        | Cortometraje                           | HDV                          |                           |
| 2011                      | Extraterrestre                                | Largometraje                           | RedOne                       |                           |
| 2012                      | Go back to Spain (de Bravo Fisher)            | Videoclip                              |                              |                           |
| 2012                      | ABCs of Death: A is for Apocalypse            | Cortometraje                           |                              |                           |
| 2013                      | Planilandia (de Lori Meyers)                  | Videoclip                              |                              |                           |
| 2014                      | Open Windows                                  | Largometraje                           |                              |                           |
| 2014                      | Fragmento de V/H/S: Viral (Parallel Monsters) | Largometraje                           |                              |                           |
| 2014                      | Salón de Belleza (de Silverio)                | Videoclip                              |                              |                           |
| 2016                      | Colossal                                      | Largometraje                           | Hawk V                       |                           |
| 2017                      | Te lo digo a ti (de Vetusta Morla)            | Videoclip                              |                              |                           |
| 2018                      | Into the Dark                                 | Serie de televisión, 1 episodio        | Arri Alexa                   |                           |
| 2019                      | El vecino                                     | Serie de televisión, 2 episodios       |                              |                           |
| 2019                      | Justo antes de Cristo                         | Serie de televisión, 6 episodios (2T.) |                              |                           |
| 2019                      | Vas hablando mal de mi (de Los Punsetes)      | Videoclip                              |                              |                           |
| 2022                      | Our Flag Means Death                          | Serie de televisión, 3 episodios       |                              |                           |
| 2022                      | Historias para no dormir                      | Serie de televisión, 1 episodio        |                              |                           |
| 2024                      | Daniela Forever                               | Largometraje                           | Arri Alexa Mini - Betacam SP |                           |
| 2025                      | Superestar                                    | Serie de televisión                    |                              |                           |

### Como actor
| Películas y cortometrajes | Películas y cortometrajes        | Películas y cortometrajes | Películas y cortometrajes                           | Películas y cortometrajes |
| Año                       | Título                           | Formato                   | Director/es                                         | Personaje                 |
| ------------------------- | -------------------------------- | ------------------------- | --------------------------------------------------- | ------------------------- |
| 2000                      | Sabotage!                        | Largometraje              | Esteban y José Miguel Ibarretxe                     | Soldado                   |
| 2002                      | Snuff 2000                       | Cortometraje              | Borja Crespo                                        | Rubberface                |
| 2002                      | Código 7                         | Trilogía de cortometrajes | Nacho Vigalondo                                     | Narrador                  |
| 2003                      | El elefante del rey              | Cortometraje              | Víctor García León                                  | Juan joven                |
| 2003                      | 7:35 de la mañana                | Cortometraje              | Nacho Vigalondo                                     | Tipo                      |
| 2003                      | El tren de la bruja              | Cortometraje              | Koldo Serra                                         | Cabeza cortada            |
| 2004                      | The Birthday                     | Largometraje              | Eugenio Mira                                        | Camarero                  |
| 2005                      | Huir a Toca Teja                 | Cortometraje              | Pablo Aragüés                                       | Kike                      |
| 2005                      | Choque                           | Cortometraje              | Nacho Vigalondo                                     | Diego                     |
| 2006                      | La máquina de bailar             | Largometraje              | Óscar Áibar                                         | Bailarín                  |
| 2006                      | El síndrome de Svensson          | Largometraje              | Kepa Sojo                                           | Virgilio                  |
| 2007                      | Los Cronocrímenes                | Largometraje              | Nacho Vigalondo                                     | Científico                |
| 2007                      | Foxy Lady                        | Cortometraje              | Álvaro Oliva                                        | Martín Ágreda             |
| 2007                      | La gran revelación               | Cortometraje              | Santiago de Lucas, José Antonio Salvador Hernández  | Dr. Terlenko              |
| 2008                      | La aventura de Rosa              | Cortometraje              | Ángela Armero                                       | Mario                     |
| 2012                      | La chispa de la vida             | Largometraje              | Álex de la Iglesia                                  | Martín                    |
| 2013                      | Desde el Infierno                | Largometraje              | Luis Endera                                         | Luis                      |
| 2014                      | Open Windows                     | Largometraje              | Nacho Vigalondo                                     | Richy Gabilondo           |
| 2014                      | Guris Guiris                     | Miniserie de televisión   | Miguel Lago Casal                                   | Agente del F.B.I.         |
| 2014                      | Por eso                          | Largometraje de animación | Samuel Ortí Martí                                   | Presentador (voz)         |
| 2015                      | Videoclub                        | Cortometraje              | Àlam Raja                                           | Nacho                     |
| 2015                      | Camino                           | Largometraje TV           | Josh C. Waller                                      | Guillermo                 |
| 2015                      | Bienvenidos al Fin del Mundo     | Cortometraje              | Manu Carbajo                                        | Manu                      |
| 2016                      | Estirpe                          | Largometraje              | Adrián López                                        | Nacho Vigalondo           |
| 2017                      | Ayudar al ojo humano             | Largometraje              | Velasco Broca                                       | Ignacio                   |
| 2019                      | ¿Qué te juegas?                  | Largometraje              | Inés de León                                        | Vecino iracundo           |
| 2019                      | Vigalondo Midnight Madness       | Serie de televisión       | Nacho Vigalondo                                     | Nacho Vigalondo           |
| 2020                      | Veneno                           | Serie de televisión       | Javier Calvo y Javier Ambrossi                      | Juan Antonio Canta        |
| 2021                      | Creepy As Fuck                   | Serie de televisión       | Eva Núñez Briasco                                   | Hijo                      |
| 2021                      | El Planeta                       | Largometraje              | Amalia Ulman                                        | Hombre mayor              |
| 2022                      | Nuestra bandera significa muerte | Serie de televisión       | David Jenkins                                       | El Capitán                |
| 2023                      | El otro lado                     | Serie de televisión       | Berto Romero, Javier Ruiz Caldera y Alberto de Toro | Gorka Romero              |
| 2023                      | La mesías                        | Serie de televisión       | Javier Calvo y Javier Ambrossi                      | Bertín                    |

## Premios y nominaciones
Premios Óscar
| Año  | Categoría          | Película          | Resultado |
| ---- | ------------------ | ----------------- | --------- |
| 2005 | Mejor cortometraje | 7:35 de la mañana | Nominado  |

Premios Goya
| Año  | Categoría            | Película          | Resultado |
| ---- | -------------------- | ----------------- | --------- |
| 2007 | Mejor director novel | Los cronocrímenes | Nominado  |

Medallas del Círculo de Escritores Cinematográficos
| Año  | Categoría            | Película          | Resultado |
| ---- | -------------------- | ----------------- | --------- |
| 2008 | Premio revelación    | Los cronocrímenes | Ganador   |
| 2008 | Mejor guion original | Los cronocrímenes | Nominado  |

Otros galardones
- Premio del público al mejor cortometraje en el Festival de cine fantástico de Suecia por 7:35 de la mañana.
- Premio al mejor cortometraje en el festival Cinema Jove de Valencia por 7:35 de la mañana.
- Premio al mejor guion en el festival "La Boca del Lobo" de Madrid por "7:35 de la mañana".
- Premio del público en Festival Cinema Creativo (Pandemolden, Santander) por 7:35 de la mañana, en 2005.
- Premio al mejor cortometraje en Sotocine (Muestra de cortos y largos de Cantabria) por 7:35 de la mañana, en 2005.
- Premio al mejor cortometraje en Festival de Cinema Creativo (Pandemolden, Santander) por 7:35 de la mañana, en 2005.
- Nominado al mejor cortometraje europeo por 7:35 de la mañana.
- Premio del público al mejor cortometraje en Fotogramas en Corto por Choque.
- Premio del público en el VII Festival de cortometrajes Sonorama 2006 por Choque.
- Premio a la Mejor Película en el Festival de Cine Fantástico de Austin (Texas, EE. UU.) por Los Cronocrímenes.
- Medalla de Plata del Público en el Festival de Cine Fantástico de Austin por Los Cronocrímenes.
- Premio a la Mejor Película en el Festival de Cine de Trieste (Italia) por Los Cronocrímenes.
- Premio a la Mejor "Película Joven 2008", festival Abycine, Albacete (España) por "Los Cronocrímenes".